# Marele Duce Serghei Alexandrovici al Rusiei
Marele Duce Serghei Alexandrovici al Rusiei (Сергей Александрович) (11 mai 1857 – 17 februarie 1905) a fost fiul Țarului Alexandru al II-lea al Rusiei. A fost un personaj influent în timpul domniei fratelui său Alexandru al III-lea al Rusiei și al nepotului său Nicolae al II-lea al Rusiei care era și cumnatul său.

## Copilărie
Marele Duce Serghei Alexandrovici s-a născut la 11 mai 1857 la Palatul Catherine de la Tsarskoye Selo, situat la 32 de km de Sankt Petersburg. A fost al 7-lea copil și al 5-lea fiu din cei opt copii al Țarului Alexandru al II-lea al Rusiei și a Mariei Alexandrovna născută Ducesa Maria de Hesse-Darmstadt.
Primii ani Serghei și-a petrecut alături de fratele său mai mic Marele Duce Paul Alexandrovici al Rusiei, de care era nedespărțit, și de sora lor Marea Ducesă Maria la Livadia și la Palatul de Iarnă din St.Petersburg. Deși mama lor nu era o mamă foarte afectuoasă, cu excepția fiicei ei Maria, cei trei copii mai mici ai ei, Maria, Serghei și Paul erau mai apropiați de ea decât de oricine altcineva.
Serghei și Paul au urmat o carieră militară însă tutorele lor, amiralul Arseniev a încurajat abilitățile lingvistice, artistice și muzicale ale lui Serghei. El vorbea fluent câteva limbi străine și învățase italiana pentru a-l putea citi pe Dante în original. Pe măsură ce a crescut, interesul său față de arta și cultura italiană s-a intensificat. Picta bine și cânta la flaut într-o orchestră de amatori. Îi plăcea să citească și în timp a ajuns să cunoască mulți din marii scriitori ai Rusiei printre care Tolstoi și Dostoevski, pe care Marele Duce îi citea și-i admira.

## Căsătoria

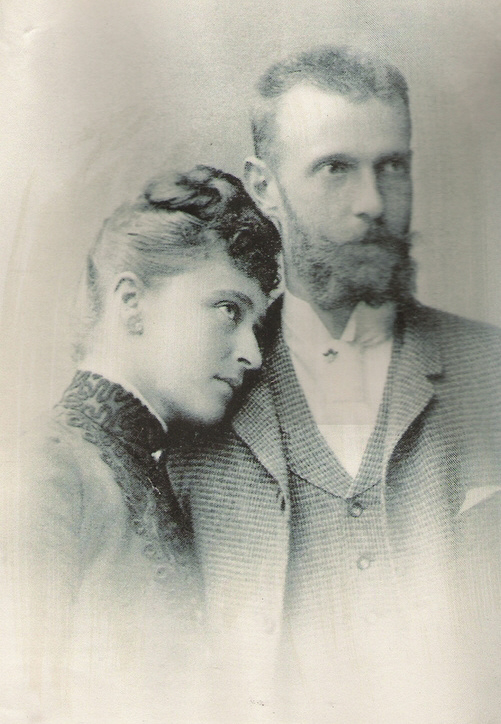
Elisabeta şi Serghei

În 1881 exista posibilitatea unei căsătorii între Serghei și Prințesa Caroline Mathilde de Schleswig-Holstein. Împăratul Alexandru al II-lea spera ca cel puțin unul dintre fiii săi să se căsătorească cu o prințesă de Hesse așa cum făcuse el. În cele din urmă Serghei și-a ales mireasa, Prințesa Elisabeta de Hesse, fiica Marelui Duce de Hesse Ludovic al IV-lea și a Prințesei Alice a Regatului Unit. Mireasa era sora mai mare atât a lui Ernst Ludwig, Mare Duce de Hesse și de Rin cât și a Alexandrei de Hesse, soția împăratului Nicolae al II-lea al Rusiei.
Au existat ezitări de ambele părți iar prima dată Elisabeta i-a respins cererea în căsătorie. Regina Victoria, care avea sentimente anti-rusești, s-a opus căsătoriei nepoatei sale. După ce cuplul a petrecut mai mult timp împreună la Wolfgasten  în Darmstadt în septembrie 1883, Elisabeta a acceptat să se căsătorească cu el.
Logodna a fost anunțată public la 26 februarie 1884 când Serghei s-a întors s-o viziteze în Darmstadt. Serghei și Elisabeta s-au căsătorit la 15 iunie 1884 la Palatul de iarnă din Sankt Petersburg. După căsătorie, Prințesa Elisabeta a luat numele de Marea Ducesă Elisabeta Feodorovna a Rusiei.
Serghei și soția sa erau foarte apropiați de Alexandru al III-lea și soția lui Maria Feodorovna. Alexandru al III-lea avea încredere în el mai mult decât în ceilalți frați ai săi iar în 1886 l-a numit pe Serghei Comandant al Regimentului de Gardă Preobrajensky și i-a încredințat instruirea armată a viitorului Nicolae al II-lea. Marele Duce și soția sa au reprezentat Rusia la Jubileul reginei Victoria.
În 1888 au fost trimiși în Țara Sfântă cu ocazia sfințirii Bisericii Sf. Maria Magdalena din Ierusalim, construită în memoria împărătesei Maria Alexandrovna. În 1892, la șase ani după căsătorie, când Serghei era sigur că nu va avea copii, și-a scris testamentul prin care îi făcea moștenitori pe copiii fratelui său Paul.